# Henry Pomeroy Davison

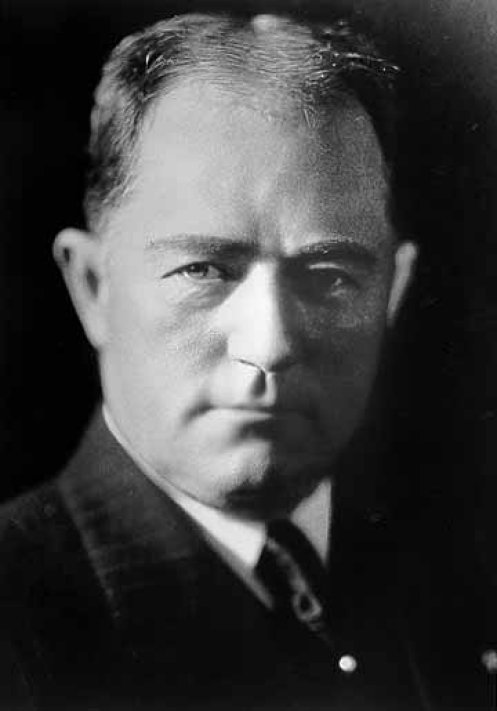
Henry P. Davison

Henry Pomeroy Davison (* 12. Juni 1867 in Troy, Pennsylvania; † 6. Mai 1922 in Locust Valley, New York) war ein amerikanischer Bankier. Er war das älteste von vier Kindern von George B. und Henrietta Pomeroy Davison. Seine Mutter starb, als er acht Jahre alt war. Nach dem Ende seiner schulischen Ausbildung arbeitete er zunächst für zwei Jahre als Buchhalter in einer von Verwandten geleiteten Bank. Im Alter von 21 Jahren wechselte er dann zu einer Bank in Bridgeport, dem Heimatort seiner Frau Mary Kate Trubee (* 2. Februar 1871; † 31. Januar 1961). Drei Jahre danach zog er nach New York City, wo er zunächst bei der Astor Place Bank arbeitete und im Alter von 32 Jahren Präsident der Liberty National Bank wurde. Einige Jahre später war er wesentlich an der Gründung und am Aufbau der Bankers Trust Company beteiligt. Anschließend wechselte er 1909 als Seniorpartner zu JP Morgan & Company. 
Mit dem Eintritt der Vereinigten Staaten von Amerika in den Ersten Weltkrieg im Jahr 1917 wurde er zum Chairman des War Council des Amerikanischen Roten Kreuzes ernannt. In dieser Funktion leitete er eine Kampagne zur Unterstützung des Roten Kreuzes, die in kurzer Zeit etwa vier Millionen US-Dollar an Spenden erbrachte und damit die Finanzierung von Rotkreuz-Ambulanzen an den verschiedenen Fronten des Krieges ermöglichte. Nach dem Ende des Krieges veranlasste er die Schaffung eines internationalen Zusammenschlusses der nationalen Rotkreuz-Gesellschaften, um deren Hilfsaktivitäten vor allem in Friedenszeiten besser zu koordinieren. Diese Liga der Rotkreuz-Gesellschaften wurde am 5. Mai 1919 von den Rotkreuz-Gesellschaften Großbritanniens, Frankreichs, Italiens, Japans und der USA gegründet. Henry Davison war Chairman der Liga von ihrer Gründung bis zu seinem Tod im Jahr 1922. Sein Nachfolger innerhalb der Liga und des Amerikanischen Roten Kreuzes wurde John Barton Payne.
Er starb im Alter von 55 Jahren nach zwei erfolglosen Operationen an einem Hirntumor und hinterließ seine Frau sowie zwei Söhne und zwei Töchter. Nach seiner Frau, die zwei Jahrzehnte lang auf lokaler Ebene für das Amerikanische Rote Kreuz aktiv war, ist ein Gebäude der Hofstra University in Hempstead, NY benannt. Sein Sohn Frederick Trubee Davison wurde später Personaldirektor bei der Central Intelligence Agency (CIA), sein Sohn Henry P. Davison Jr. war als Direktor beim Time Magazine tätig.
Die Internationale Föderation der Rotkreuz- und Rothalbmond-Gesellschaften, wie die Liga seit 1991 heißt, verleiht zum Andenken an ihren Gründer den nach ihm benannten Henry-Davison-Award.

## Werke (Auswahl)
- The Call to our Red Cross. Washington 1917
- The Red Cross: President Wilson's Proclamation. The Future of Our Work. Boston 1918
- The American Red Cross in the Great War. New York 1919